# ایزاک اشترن

ایزاک اشترن

ایزاک اشترن (انگلیسی: Itzhak Stern؛ ۲۵ ژانویه ۱۹۰۱ – ١٩۶٩ (۶٨ سال )) یک لهستانی-اسرائیلی یهودی بود که از هولوکاست جان سالم به در برد. او برای اسکار شیندلر که یک تولیدکننده آلمانی-سودتنلندی بود کار می‌کرد. او حسابدار شیندلر در طول هولوکاست بود.